# W.E. von Eyben
William Edler von Eyben (født 14. maj 1912 i Hjørring, død 31. maj 2000) var en dansk jurist og professor i retsvidenskab ved Københavns Universitet 1951-82, far til Bo von Eyben.
W.E. von Eyben var søn af postmester Louis von Eyben (død 1956) og hustru Olga f. Møller (død 1924), blev student fra Hjørring 1930, dyrkede musikstudier 1930-31 og blev cand.jur. 1937 og dr.jur. 1950 på en afhandling om strafudmåling. Han var fungerende sekretær i Justitsministeriet 1937, dommerfuldmægtig 1939, sekretær i Justitsministeriet 1941, fuldmægtig sammesteds 1946-49, konstitueret dommer i Københavns Byret 1945, udnævnt 1949 og blev i 1951 professor i retsvidenskab efter at have været lektor siden 1946.
Formueret var von Eybens speciale, og han har skrevet praktisk anvendelige lære- og håndbøger om emnet. Desuden har han redigeret større samleværker som lovsamlinger og mindre værker om især processuelle emner og af selvbiografisk art. Blandt hans forskningsformidlende initiativer kan nævnes de populære tv-processpil fra 1960'erne, Retten er sat, med jurastuderende som aktører.
Han var Ridder af 1. grad af Dannebrog.
Han blev gift 28. december 1943 med Ragna Høyer (31. oktober 1918 i Rønne -), datter af seminarieforstander Jacob Høyer og hustru Anna Sophie Frederikke f. Olsen (død 1964).
Keramikeren Jacob Bang har udført en buste af von Eyben.

## Øvrige tillidshverv
Sekretær hos statsadvokaten for København 1944-45 og i ankenævnet for de særlige straffesager 1945-47. Formand for kommissionen til revision af skibsregistreringslovgivningen 1952-55; medlem af Færøernes realkreditudvalg
1953-55, af hovedbestyrelsen for Danmarks Naturfredningsforening og dets juridiske udvalg 1953-60 (formand 1955-60), af bestyrelsen for Forsikringsakts. Normannia 1953-64, af repræsentantskabet for Danmarks Juristforbund 1953, af dets bestyrelse 1956 (næstformand 1962-64, formand 1964-70) og formand for dets pensionskasse 1963-64; medl. af sandflugtskommissionen 1954-59; efor for Egmont H. Petersens Kollegium 1954; medredaktør af Karnovs Lovsamling 1954; formand for Monopolrådet 1955; medlem af ekspropriationslovkommissionen 1956-71 og af bestyrelsen for Dansk-islandsk Fond 1956; suppleant i Den særlige klageret for genoptagelser af straffesager 1956, medlem 1966; medl. af aktielovkommissionen 1957-65, af konkurslovkommissionen 1958-66, af Professorforeningens bestyrelse 1958-69; formand for konkurrencelovsudvalget 1959-66; medl. af kuratelet for Ugeskrift for Retsvæsen 1959; medlem af landsskatteretsudvalget 1959-64 og Justitsministeriets sagkyndige vedr. fællesnordiske regler om eksstinktiv erhvervelse af løsøre 1959-64; medl. af Antidumpingsnævnet 1960-70; formand for Den Danske Ballet og Musik Festival 1961-68; medlem af Ophavsrådet 1963-72; formand for taksationskommissionen i h.t. Københavns byggelov 1964 og for den sjællandske taksationskommission 1965; formand for udvalget vedr. støtte til ungdommen 1965-68; formand for bestyrelsen for Krigsforsikringen for Danske Skibe og for Dansk Krigs-Søforsikring 1967.